# Daniel Laurentii
Daniel Laurentii (Sudercopensis), född 1586 i Söderköping, död 14 april 1640 i Vadstena, han var en svensk kyrkoherde i Vadstena församling.

## Biografi
Laurentii föddes 1586. Han var son till fogden på Stegeborg Lars Olofsson och Helena Johansdotter. År 1602 blev Laurentii student vid Wittenbergs universitet och 1604 vid Uppsala universitet. Studerade sedan utomlands, där han blev magister (troligen i Wittenberg). År 1609 blev Laurentii rektor i Söderköping efter sin broder Laurentius Laurentii. 2 oktober 1612 prästvigdes han. 1625 blev Laurentii lektor i teologi vid Katedralskolan i Linköping. År 1628 blev han förste teologilektor vid Linköpings gymnasium och kyrkoherde i Skeda församling. 1634 blev Laurentii kyrkoherde i Vadstena församling och kontraktsprost i Aska och Dals kontrakt. Laurentii avled 14 april 1640 i Vadstena stad och begravdes 28 augusti i Vadstena klosterkyrka.

### Familj
Laurentii gifte sig med Ingeborg Andersdotter. De fick tillsammans barnen Anders (död 1641), Christina (död 1621), Jacob, Lars (död 1621), Petrus, Staphan, Christina och Margareta.

### Gravsten
Laurentii begravdes i Vadstena klosterkyrka. Hans gravsten finns mellan orgeln och östra kyrkporten.